# Kartoffelkäse

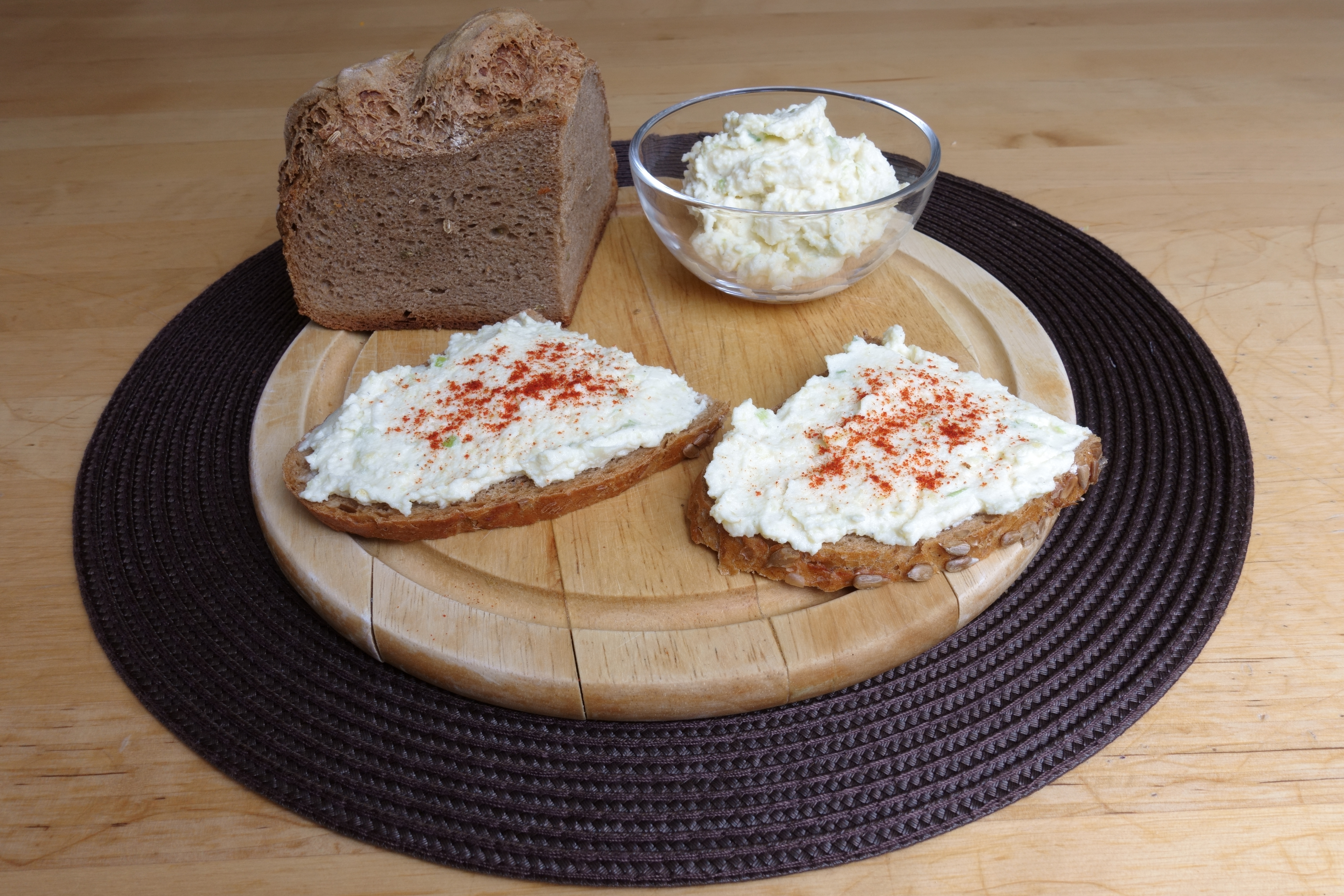
Kartoffelkäse à l'oignon rouge et à la ciboulette.

Le Kartoffelkäse, ou  Erdäpfelkäse (littéralement « fromage de pomme de terre ») est une pâte à base de pommes de terre, destinée à être tartinée sur le pain. C'est une spécialité culinaire de l'aire bavaro-autrichienne.
Malgré son nom, cette préparation ne contient pas de fromage (comme c'est le cas aussi du Leberkäse). Ce nom serait dû à sa saveur légèrement laiteuse.
Le Kartoffelkäse était à l'origine destiné aux paysans travaillant à la récolte des pommes de terre. Il était servi au moment du casse-croûte avec du lait, de la bière ou du moût.
Cette spécialité connue en Basse-Bavière, en Autriche intérieure et en Autriche occidentale, est faite de pommes de terre farineuses, avec de la crème sure, des oignons, du cumin et du persil.